# Denver Spurs

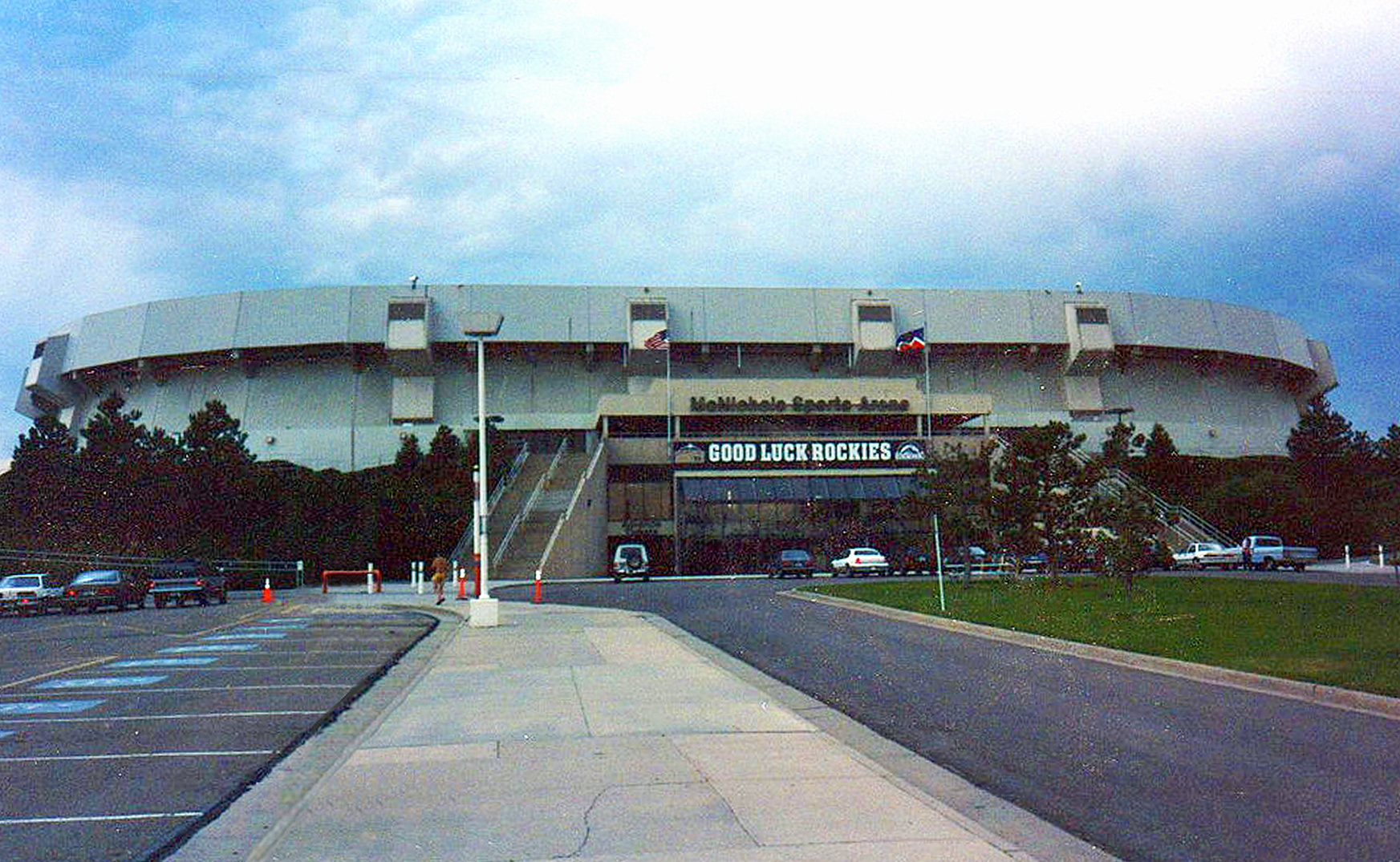
McNichols Sports Arena där Denver Spurs spelade sina hemmamatcher.

Denver Spurs var en professionell ishockeyklubb i Denver, Colorado, som gick med i World Hockey Association till säsongen 1975–76. Laget drog dock lite publik och fick ekonomiska problem vilket gjorde att ägaren sålde laget till kanadensiska ägare som den 2 januari 1976 flyttade laget till Ottawa i Kanada under det nya namnet Ottawa Civics.

## Historia
Denver Spurs spelade i olika ishockeyligor från 1968 fram tills det att laget såldes till Ottawa. 1968 till 1974 var man med i dåtida farmarligan Western Hockey League, 1974–1975 var man med i den gamla Central Hockey League innan man gick med i WHA.